# Památník Diany, princezny z Walesu
Památník Diany, princezny z Walesu je památník věnovaný Dianě, první manželce prince Charlese. Je umístěn na jihozápadním okraji Hyde Parku v Londýně, bezprostředně u Serpentinového jezera a na východ od Serpentinové galerie. Základy byly položeny v září 2003 a byl otevřen královnou Alžbětou II. 6. července 2004.
Památník ve tvaru fontány navrhla americká krajinná architektka Kathryn Gustafsonová a náklady na jeho výstavbu dosáhly 3,5 miliónů liber. Jednotlivé části (celkový počet 545 kusů) z cornwallské žuly byly otesány speciálním, počítačově řízeným strojem. Toto opracování provedla společnost S McConnell and Sons z města Kilkeel v Severním Irsku.

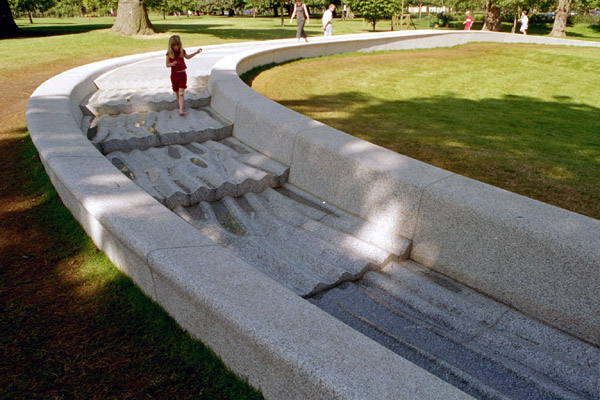
Detail části památníku bez proudící vody

Památník je označován jako fontána, ale ve skutečnosti jde o kamenné koryto o rozměrech 50 krát 80 m, obklopený zatravněnou plochou. Žulové koryto je široké od 3 do 6 metrů. V první části teče voda v poklidném proudu mírným spádem. V druhé části koryta jsou vytvořeny schůdky a oblouky, takže voda v těchto místech tvoří zajímavé obrazce. Tyto dvě různé strany mají zobrazovat dvě různé podoby Diany, jak tu šťastnou tak i tu nepokojnou.
Jednou z charakteristických vlastností Diany byla i její vstřícnost k lidem. Tato její povahová vlastnost byla zachycena ve fontáně tím, že koryto bylo běžně přístupné. Krátce po otevření památníku, a poté, co byli tři lidé hospitalizováni se zraněním, byl přístup k fontáně uzavřen. Památník byl ohrazen zábradlím. V srpnu 2004 byl znovu zpřístupněn a je hlídán šesti strážci, kteří mají zabránit vstupu do koryta.
Památník byl přístupný jen po část roku 2004. Protože počasí bylo v tomto roce suché, byl trávník v okolí památníku vyšlapán. Hrozilo, že po vydatném dešti bude okolí památníku blátivé a kluzké. V prosinci 2004 bylo proto okolí památníku odvodněno a část, kde je plocha zatížena chůzí návštěvníků nejvíce, byla osazena speciálním jílkovým trávníkem.
Dopravní spojení – metro – stanice Hyde Park Corner, Lancaster Gate.